# Петре Сучітулеску
Петре Сучітулеску (рум. Petre Sucitulescu, 1914 — 20 вересня 1941) — румунський футболіст, захисник. Учасник Другої світової війни, під час якої і загинув. Всього він провів 93 гри в Дивізії А.

## Клубна кар'єра
У 1932 році Сучітулеску став гравцем «Унирі Триколор» (Бухарест), за яку дебютував у Дивізії А 30 жовтня 1932 року в матчі проти «Університаті» (Клуж), що завершився унічию 2:2. З 1933 року став основним гравцем команди. У 1936 році він і його команда програли «Ріпенсії» (Тімішоара) з рахунком 1:5 у фіналі Кубка Румунії, а у 1938 році клуб вилетів з вищого дивізіону. Сучітулеску залишився в клубі в Дивізії B і допоміг «Унирі» виграти його у сезоні 1938/39 то повернутись до еліти.
Після цього він перейшов до бухарестської «Олімпії», а в 1940 році приєднався до «Спортула Студенцеск».

## Національна збірна
Сучітулеску провів чотири матчі за збірну Румунії. Він був включеним тренером Александру Севулеску на Балканський кубок 1934 року, де й дебютував 30 грудня 1934 року у грі проти Болгарії. Він також зіграв у останньому матчі турніру проти Югославії, який румуни програли 0:2 і стали лише третіми на турнірі.
Наступного року він також поїхав на Балканський кубок 1935 року, де знову зіграв проти Болгарії та Югославії, а румуни цього разу посіли останнє 4 місце. Поразка 0:4 від болгар 19 червня 1935 року також була його останнім матчем за збірну.

## Смерть
Сучітулеску був призваний до лав румунської армії для участі у Другій світовій війні. У вересні 1941 року Сучітулеску загинув під час боїв у Дальнику.